# アナトリー・ノスイレフ
アナトリー・ノスイレフ（Anatoly Nosyrev、1977年5月29日 - ）は、ロシア出身の男性キックボクサー。身長194cm、体重107kg。
数多くの世界タイトルを持ち、強力な右のパンチを武器とする。

## 戦績
| キックボクシング 戦績 | キックボクシング 戦績 | キックボクシング 戦績 | キックボクシング 戦績 | キックボクシング 戦績 | キックボクシング 戦績 | キックボクシング 戦績 |
| --------------------- | --------------------- | --------------------- | --------------------- | --------------------- | --------------------- | --------------------- |
| 69 試合               | (T)KO                 | 判定                  | その他                | 引き分け              | 無効試合              |                       |
| 62 勝                 | 40                    |                       |                       |                       |                       |                       |
| 7 敗                  |                       |                       |                       |                       |                       |                       |

| 勝敗 | 対戦相手                 | 試合結果              | 大会名                                | 開催年月日     |
| ○    | デビッド・マシャード     | KO                    | Gladiators Night 9                    | 2009年4月11日  |
| ○    | ジョン・ジェームス       | KO（右ストレート）    | ISKA Full Contact World Title (+93kg) | 2008年10月11日 |
| ○    | レオナルド・コスミック   | 1R 0:50 KO            | W5                                    | 2008年2月23日  |
| ○    | シルヴェイン・ブローチ   | 判定                  | Nuit des Champions                    | 2008年2月9日   |
| ○    | ヴィトー・マトス         | 5R TKO                | WKA - Russia vs Europe                | 2007年11月5日  |
| ○    | ケリー・レオ             | 判定                  | ISKA Kickboxing World Championship    | 2007年8月17日  |
| ○    | マーティン・バーク       | 9R KO（右ストレート） | WBKF - Russia vs Czech                | 2007年4月15日  |
| ○    | アレクセイ・フィリャコフ | 不明                  | 不明                                  | 2006年6月4日   |
| ○    | スレン・カラヤン         | 不明                  | Fight Club Arbat                      | 2005年8月24日  |

## 主な獲得タイトル
- IAKSA世界ライトヘビー級王座（2001、2002年）
- WAKO世界ライトヘビー級王座（2003年）
- WAKOヨーロッパヘビー級王座（2004年）
- WKA世界スーパーヘビー級王座（2006年）
- WBKF世界スーパーヘビー級王座（2007年）
- WKA世界スーパーヘビー級王座（2007年）
- ISKA世界スーパーヘビー級王座（2007年）
- W5世界スーパーヘビー級王座（2008年）
- ISKA世界スーパーヘビー級王座（2008年）